# Blšanský chlum
Blšanský chlum este o arie protejată (arie specială de conservare — SAC, sit de importanță comunitară — SCI) din Republica Cehă întinsă pe o suprafață de 28,63 ha, integral pe uscat.

## Localizare
Centrul sitului Blšanský chlum este situat la coordonatele 50°20′46″N 13°50′17″E / 50.346111°N 13.838056°E.

## Înființare
Situl Blšanský chlum a fost declarat sit de importanță comunitară în aprilie 2005 pentru a proteja 1 specie de animale. Situl a fost protejat și ca arie specială de conservare în august 2012.

## Biodiversitate
Situată în ecoregiunea continentală, aria protejată nu include niciun habitat protejat.
La baza desemnării sitului se află o specie protejată de  nevertebrate: Euplagia quadripunctaria.